# Xenolytus obsoletus
Xenolytus obsoletus là một loài tò vò trong họ Ichneumonidae.